# مکتوب، عشق من: میان‌پرده موزیکال
مکتوب، عشق من: میان‌پرده موزیکال (انگلیسی: Mektoub, My Love: Intermezzo) یا به‌طور خلاصه مکتوب: عشق من، میان‌پرده یک فیلم درام به کارگردانی عبداللطیف کشیش است که در سال ۲۰۱۹ منتشر شد.